# 三庫村
三庫村（みくらむら）はかつて岐阜県郡上郡に存在した村である。
現在の郡上市和良町三庫に該当する。

## 歴史
- 1875年（明治8年） - 田平村、厚波村、東野村が合併し、三庫村となる。
- 1889年（明治22年）7月1日 - 町村制により三庫村が発足。
- 1894年（明治27年）7月21日 - 鹿倉村、宮代村、野尻村、横野村、宮地村、沢村、法師丸村、下洞村、土京村、方須村と合併し和良村が発足。同日三庫村廃止。